# Рокиті
Рокиті (груз. როკითი) — село в Грузії.
За даними перепису населення 2014 року в селі проживає 477 особа.